# Cromatge per precipitació

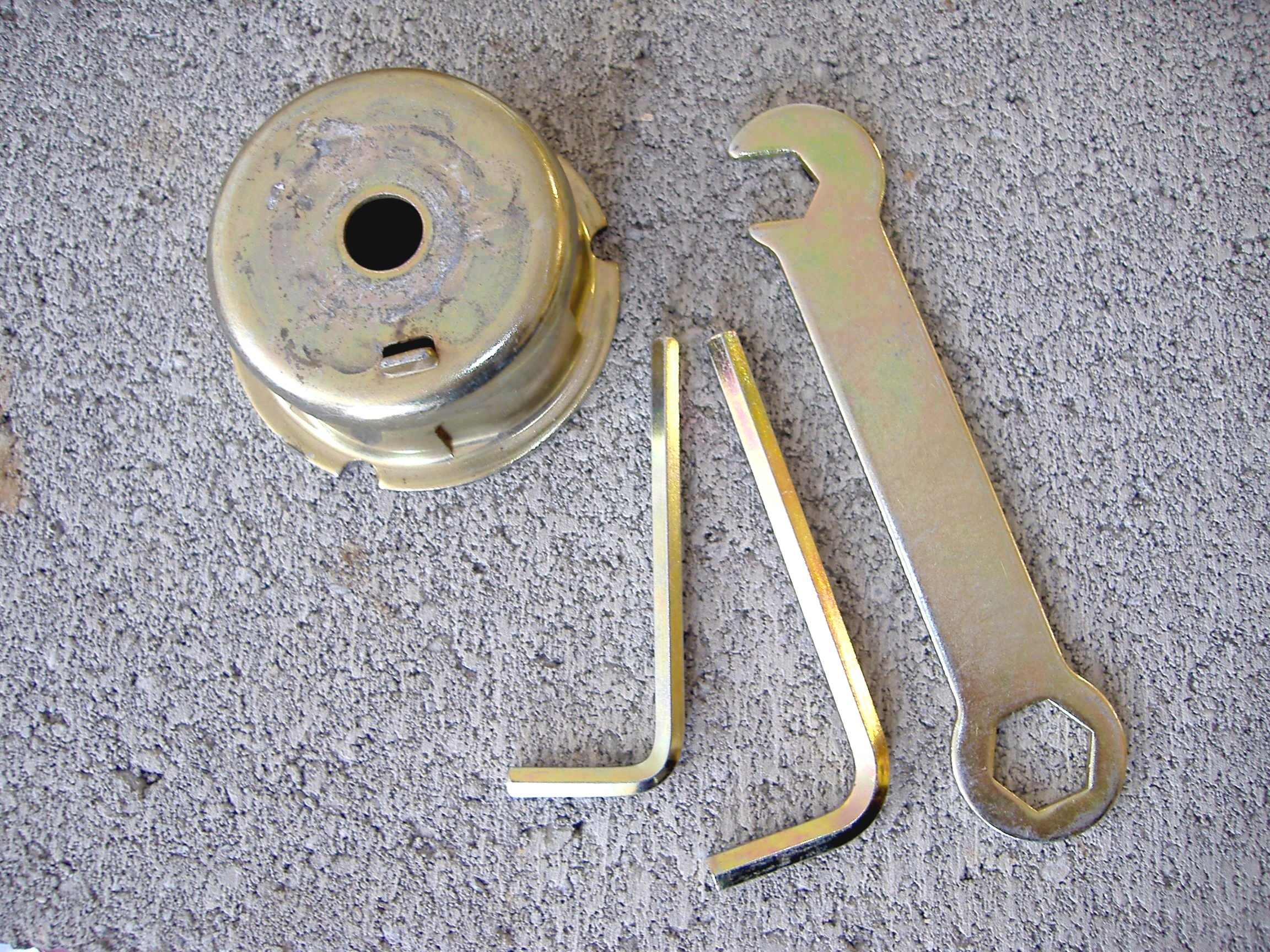
Recobriment de conversió de cromat de zinc en petites peces d'acer

El cromatge per precipitació o recobriment d'alodine és un tipus de recobriment per precipitació utilitzat per passivar aliatges d'acer, alumini, zinc, cadmi, coure, plata, titani, magnesi i estany. :p.1265 El recobriment serveix com a inhibidor de la corrosió, com a imprimació per millorar l'adherència de pintures i adhesius, com a acabat decoratiu o per preservar la conductivitat elèctrica. També proporciona certa resistència a l'abrasió i als atacs químics lleugers (com els dits bruts) sobre metalls tous.
El cromatge per precipitació s'aplica generalment a elements com cargols, eines i maquinària. Generalment queda com un acabat iridescent, de color groc-verdós, o també com de metall blanc o gris. El recobriment té una composició que inclou sals de crom, i una estructura complexa d'altres components.
El procés de vegades s'anomena recobriment d'alodine, un terme utilitzat específicament en referència al procés Alodine de marca registrada de Henkel Surface Technologies.

## Procés
Els recobriments de conversió de cromat s'apliquen generalment submergint la peça en un bany químic fins que s'ha format una pel·lícula del gruix desitjat, traient llavors la peça, esbandint-la i deixant-la assecar. El procés es realitza normalment a temperatura ambient, amb uns minuts d'immersió. Alternativament, la solució es pot ruixar o la peça es pot submergir breument al bany, en aquest cas les reaccions de recobriment tenen lloc mentre la peça encara està humida.
El recobriment és suau i gelatinós quan s'aplica per primera vegada, però s'endureix i es torna hidròfob a mesura que s'asseca, normalment en 24 hores o menys. El curat es pot accelerar escalfant a 70 °C (158 °F), però una temperatura més alta danyarà gradualment el recobriment de l'acer.

### Composició del bany
La composició del bany varia molt, segons el material a revestir i l'efecte desitjat. La majoria de les fórmules de bany són pròpies.
Les formulacions contenen típicament compostos de crom hexavalent, com ara cromats i dicromats.
El procés Cronak àmpliament utilitzat per al zinc i el cadmi consisteix en 5-10 segons d'immersió en una solució a temperatura ambient que consta de 182 g / L de dicromat de sodi (Na ₂ Cr ₂ O ₇ · 2H ₂ O) i 6 ml /L de sulfúric concentrat. àcid.

### Química
El procés de recobriment de cromat comença amb una reacció redox entre el crom hexavalent i el metall. En el cas de l'alumini, per exemple,
Cr6+
 + Al0 → Cr3+
 + Al3+

Els cations trivalents resultants reaccionen amb ions hidròxid a l'aigua per formar els hidròxids corresponents, o una solució sòlida d'ambdós hidròxids:
Cr3+
 + 3 OH−
 → Cr(OH)
3
Al3+
 + 3 OH−
 → Al(OH)
3
En condicions adequades, aquests hidròxids es condensen amb l'eliminació d'aigua per formar un sol col·loïdal de partícules molt petites, que es dipositen com un hidrogel a la superfície del metall. El gel consisteix en un esquelet sòlid tridimensional d'òxids i hidròxids, amb elements a nanoescala i buits, que tanquen una fase líquida. L'estructura del gel depèn de la concentració d'ions metàl·lics, el pH i altres ingredients de la solució, com ara agents quelants i contraions.
La pel·lícula de gel es contrau a mesura que s'asseca, comprimint l'esquelet i fent-lo rígid. Finalment, la contracció s'atura i l'assecat posterior deixa els porus oberts però secs, convertint la pel·lícula en un xerogel. En el cas de l'alumini, el recobriment sec consisteix principalment en òxid de crom (III) Cr
2O
3, o òxid mixt (III)/(VI), amb molt poc Al
2O
3. Normalment, les variables del procés s'ajusten per donar un recobriment sec de 200-300 nm de gruix.
El recobriment es contrau a mesura que s'asseca, cosa que fa que s'esquerdi en moltes escates microscòpiques, descrites com a patró de "fang sec". La solució atrapada segueix reaccionant amb qualsevol metall que quedi exposat a les esquerdes, de manera que el recobriment final és continu i cobreix tota la superfície.
Tot i que les reaccions principals converteixen la majoria dels anions de crom (VI) (cromats i dicromats) del gel dipositat en compostos de crom (III) insolubles, una petita quantitat roman sense reaccionar en el recobriment un cop sec. Per exemple, en el recobriment format sobre alumini per un bany comercial, es va trobar que al voltant del 23% dels àtoms de crom eren Cr6+
 hexavalent, excepte en una regió propera al metall. Aquests residus de crom (VI) poden migrar quan es mulla el recobriment i es creu que tenen un paper important en la prevenció de la corrosió a la peça acabada, concretament, restaurant el recobriment en qualsevol nova esquerda microscòpica on podria començar la corrosió.

## Substrats

### Zinc
El cromatge per precipitació sovint es realitza en peces galvanitzades per fer-les més duradores. El recobriment de cromat actua com la pintura, protegint el zinc de la corrosió blanca, fent que la peça sigui considerablement més duradora, depenent del gruix de la capa de cromat.
L'efecte protector del cromatge per precipitació sobre zinc s'indica pel color, passant de clar/blau a groc, daurat, oliva gris i negre. Els recobriments més foscos en general proporcionen més resistència a la corrosió. El color del recobriment també es pot canviar amb colorants, de manera que el color no és un indicador complet del procés utilitzat.
La norma ISO 4520 especifica els El cromatge per precipitació sobre recobriments galvanitzats de zinc i cadmi. ASTM B633 tipus II i III especifiquen el zincat més el cromatge per precipitació en peces de ferro i acer. Les revisions recents d'ASTM B633 defereixen a ASTM F1941 per a fixacions mecàniques de zincat, com ara cargols, femelles, etc. El 2019 és la revisió actual d'ASTM B633 (reemplaçada a la revisió del 2015), que va augmentar els llindars de tracció necessaris quan s'enfrontaven problemes de fragilitat per hidrogen amb els problemes de fragilitat en un nou apèndix.

### Alumini i els seus aliatges
Per a l'alumini, el bany de conversió de cromat pot ser simplement una solució d'àcid cròmic. El procés és ràpid (1-5 min), requereix un sol dipòsit de procés a temperatura ambient i esbandida associat, i és relativament lliure de problemes.
A partir de 1995, la fórmula comercial Alodine 1200s de Henkel per a l'alumini constava d'un 50-60% d' anhídrid cròmic CrO
3, 20-30% de tetrafluoroborat de potassi KBF
4, 10-15% de ferricianur de potassi K
3Fe(CN), 5-10% d' hexafluorozirconat de potassi K
2ZrF
6 i 5-10% de fluorur de sodi NaF en pes. La fórmula estava destinada a ser dissolta en aigua a la concentració de 9,0 g/L, donant un bany amb pH = 1,5. Va donar un color daurat clar després d'1 min, i una pel·lícula marró daurada després de 3 min. El gruix mitjà oscil·lava entre 200 i 1000 nm.
Iridite 14-2 és un bany de conversió de cromat per a alumini. Els seus ingredients inclouen òxid de crom (IV), nitrat de bari, silicofluorur de sodi i ferricianur. A la indústria de l'alumini, el procés també s'anomena pel·lícula química o iridita groga, Els noms comercials de marques comercials inclouen Iridite i Bonderita (abans coneguda com Alodine, o Alocrom al Regne Unit). Els principals estàndards per al recobriment de conversió de cromat d'alumini són MIL-DTL-5541 als EUA i Def Stan 03/18 al Regne Unit.

### Magnesi
Alodine també pot referir-se a aliatges de magnesi amb recobriment de cromat.

### Acer
L'acer i el ferro no es poden cromar directament. L'acer xapat amb zinc o aliatge zinc-alumini es pot cromar. El cromatge de l'acer zincat no millora la protecció catòdica del zinc en l'acer subjacent contra l'òxid.

### Recobriments de fosfatatges
Els recobriments de conversió de cromat es poden aplicar sobre els fosfatatge que s'utilitzen sovint en substrats ferrosos. El procés s'utilitza per millorar el recobriment dels fosfatatges.

## Seguretat
Els compostos de crom hexavalent han estat un tema d'intensa preocupació laboral i de salut pública ja que són carcinogènics, i s'han convertit en altament regulats.
En particular, la preocupació per l'exposició dels treballadors als cromats i dicromats durant la manipulació del bany d'immersió i les parts humides, així com els petits residus d'aquells anions que queden atrapats en el recobriment, han motivat el desenvolupament de formulacions de bany comercials alternatives que no no contenen crom hexavalent; per exemple, substituint els cromats per sals de crom trivalents, que són considerablement menys tòxiques. No obstant això, aquests no semblen proporcionar la protecció contra la corrosió a llarg termini de la fórmula tradicional.
A Europa, les directives RoHS i REACH fomenten l'eliminació del crom hexavalent en una àmplia gamma d'aplicacions i productes industrials, inclosos els processos de cromatge per precipitació.